# Acceptera
Acceptera war eine im Jahr 1931 von führenden schwedischen Architekten und Intellektuellen verfasste Streitschrift, die eine wichtige Rolle bei der Durchsetzung des Funktionalismus in der schwedischen Architektur und im schwedischen Design spielte. Die Verfasser des Manifests waren Gregor Paulsson, Sven Markelius, Uno Åhrén, Gunnar Asplund, Eskil Sundahl und Wolter Gahn. Alle diese Autoren hatten auch schon an der Stockholmer Ausstellung 1930 teilgenommen.